# Revolta do arroz de 1918

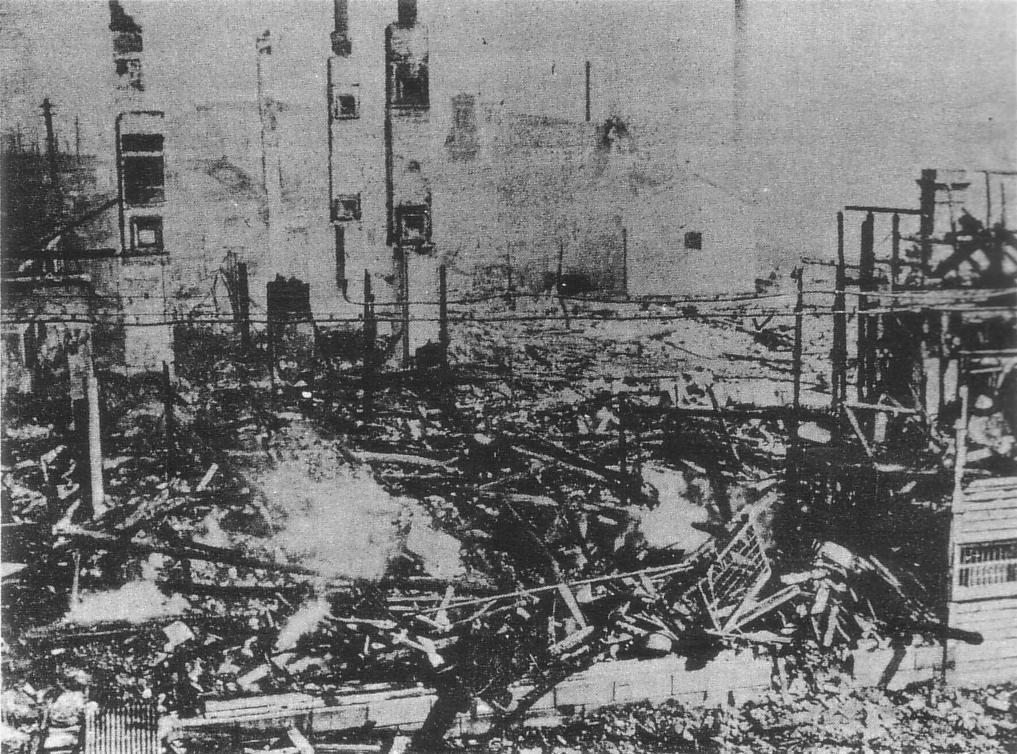
Suzuki Shoten em Kobe, queimado durante a Revolta

A Revolta do arroz de 1918 (米騒動, kome sōdō) foi uma série de distúrbios populares que eclodiram através do Japão de julho a setembro de 1918, o qual levou ao colapso da administração Terauchi Masatake.